# Contea di Deqing (Huzhou)
La contea di Deqing (德清县S) è una contea della Cina, situata nella provincia dello Zhejiang.